# Cadaba
Cadaba é um género botânico pertencente à família Capparaceae.